# Romain Ntamack
Romain Ntamack (Tolosa, 1º maggio 1999) è un rugbista a 15 francese, che gioca nei ruoli di mediano di apertura e di tre quarti centro nel Tolosa militante in Top 14.

## Biografia
Romain è il figlio maggiore di Émile Ntamack, internazionale con 46 apparizioni per la Francia e leggenda del Tolosa con cui ha vinto sette titoli di campione di Francia e 2 Heineken Cup. Iniziò a seguire le orme del padre fin da piccolo, entrando nella scuola di rugby dello Stade Toulousain all'età di cinque anni. Dopo aver completato la trafila delle giovanili, esordì in prima squadra nella partita contro l'Agen valida per il campionato francese 2017-2018. In quell'annata il suo allenatore Ugo Mola gli concesse un totale di dieci presenze, ma nella successiva ebbe più del doppio del minutaggio e contribuì alla conquista del Top 14 da parte di Tolosa.
Romain Ntamack entrò al Centro Nazionale di rugby di Linas-Marcoussis, più importante centro di formazione della federazione francese, nella stagione 2016-2017. Esordì nella nazionale francese under-20 due anni più giovane dell'annata di categoria: nel 2017 disputò il Sei Nazioni e il mondiale giovanile. L'anno successivo, sempre con i Bleuets, conseguì il Grande Slam al Sei Nazioni e si laureò campione del Mondo. Jacques Brunel, commissario tecnico della nazionale maggiore, lo convocò nel gruppo di preparazione per il Sei Nazioni 2019. Il suo esordio con la Francia avvenne contro il Galles nella prima giornata del torneo, successivamente scese in campo in tutte le partite della competizione, segnando la sua prima meta internazionale contro la Scozia. Dopo essere stato presente in tutte e tre le amichevoli preparatorie, fu incluso nella squadra francese selezionata per la Coppa del Mondo di rugby 2019. Nel corso del mondiale disputò quattro incontri, partendo dal primo minuto nel quarto di finale perso contro il Galles. La stagione successiva, Fabien Galthié, nuovo selezionatore della Francia, lo schierò come mediano di apertura titolare durante tutto il Sei Nazioni 2020.
Romain vanta due presenze e tre mete con la selezione ad inviti dei Barbarians francesi, ottenute nel 2017 contro i New Zealand Maori e nel 2018 contro Tonga.

## Palmarès
- Campionati francesi: 3
Tolosa: 2018-19, 2020-2021, 2022-23
- Champions Cup: 2
Tolosa: 2020-21, 2023-24
- Campionato World Rugby under-20: 1
Francia under-20: 2018